# Spelling bee
Spelling bee — zawody rozgrywane głównie między dziećmi, polegające na literowaniu słów w języku angielskim. Pomysł na organizację takich zawodów wywodzi się ze Stanów Zjednoczonych. 
Konkursy spelling bee odbywają się między innymi w Stanach Zjednoczonych, Wielkiej Brytanii, Australii, Nowej Zelandii, Kanadzie, Meksyku, Indonezji, Indiach i Pakistanie. 
Podobne zawody występują również w innych krajach, np. La dictée we Francji (Bernarda Pivot) czy polskie Dyktando, różniąc się tym, że konkurencja polega na pisaniu całego tekstu. Są rzadko organizowane lub wcale w krajach, w których mówi się językiem stosującym bardziej fonetyczną pisownię niż języki takie jak angielski czy francuski. Pierwszym zwycięzcą oficjalnego Spelling Bee, zorganizowanego w 1925 w Waszyngtonie był Frank Neuhauser, mający wówczas 11 lat. 9 finalistów zostało zaproszonych na spotkanie z prezydentem USA Calvinem Coolidge w Białym Domu – tradycji podtrzymywanej przez następnych prezydentów.
Dawniej angielskie słowo bee, używane w zwrotach husking bee, quilting bee, apple bee, oznaczało spotkanie. Etymologia tego słowa jest niejednoznaczna, przyjmuje się, że wywodzi się z staroangielskiego bēn (modlitwa).
Pierwsze odnotowanie nazwy spelling bee miało miejsce w 1850, chociaż tego typu zawody były organizowane wcześniej. Punktem wyjścia do tego typu zawodów były elementarze Noah Webstera. Po raz pierwszy wydany w 1786 i znany jako „The Blue-backed Speller”, seria elementarzy Webstera była ważną częścią systemu nauczania w amerykańskich szkołach podstawowych przez pięć pokoleń. Współcześnie źródłem słów używanym w zawodach jest słownik Merriam-Webstera.